# Châtres (Seine-et-Marne)
Châtres település Franciaországban, Seine-et-Marne megyében. Lakosainak száma 712 fő (2022. január 1.). Châtres Les Chapelles-Bourbon, Ozouer-le-Voulgis, Presles-en-Brie, Tournan-en-Brie, Chaumes-en-Brie, Fontenay-Trésigny, Liverdy-en-Brie és Marles-en-Brie községekkel határos.

## Népesség
A település népességének változása:
| Lakosok száma | 622  | 656  | 674  | 678  | 689  | 693  | 704  | 711  | 712  |
|               | 2013 | 2015 | 2016 | 2017 | 2018 | 2019 | 2020 | 2021 | 2022 |